# Tampa Bay Buccaneers 1984
La stagione 1984 dei Tampa Bay Buccaneers è stata la 9ª della franchigia nella National Football League.
James Wilder, che Lawrence Taylor definì "il miglior running back contro cui abbia mai giocato in vita mia" stabilì primati NFL e di franchigia diventando il punto focale dell'attacco. Steve DeBerg emerse come un affidabile titolare e Hugh Green, descritto da Mike Ditka come "uno dei due miglior linebacker della lega" (con Lawrence Taylor), continuò a dominare finché un incidente stradale lo tolse dai giochi a metà stagione. Nella seconda parte dell'anno i migliori difensori della squadra iniziarono a infortunarsi e John McKay, l'unico allenatore che la squadra avesse mai avuto, annunciò che a fine stagione si sarebbe dimesso.

## Scelte nel Draft 1984
|  | = Pro Bowler |

| Scelta | Giro             | Giocatore        | Ruolo            | College    |
| 30     | 2                | Keith Browner    | Linebacker       | USC        |
| 57     | 3                | Fred Acorn       | Defensive Back   | Texas      |
| 107    | 4 (da San Diego) | Micheal Gunter   | Running Back     | Tulsa      |
| 112    | 4 (dai Raiders)  | Ron Heller       | Offensive Tackle | Penn State |
| 142    | 6                | Chris Washington | Linebacker       | Iowa State |
| 169    | 7                | Jay Carroll      | Tight End        | Minnesota  |
| 198    | 8                | Fred Robinson    | Defensive End    | Miami (FL) |
| 225    | 9                | Rick Mallory     | Guard            | Washington |
| 254    | 10               | Jim Gallery      | Kicker           | Minnesota  |
| 281    | 11               | Blair Kiel       | Quarterback      | Notre Dame |
| 310    | 12               | Thad Jemison     | Wide Receiver    | Ohio State |

## Calendario
| Stagione regolare |            |                        |             |      |                              |     |          |        |
| Turno             | Data       | Avversario             | Risultato   | Ora  | Stadio                       | TV  | Pubblico | Record |
| 1                 | 2/9/1984   | at Chicago Bears       | S 34–14     | 1:00 | Soldier Field                | CBS | 58,789   | 0–1    |
| 2                 | 9/9/1984   | at New Orleans Saints  | S 17–13     | 1:00 | Louisiana Superdome          | CBS | 54,686   | 0–2    |
| 3                 | 16/9/1984  | Detroit Lions          | V 21–17     | 1:00 | Tampa Stadium                | CBS | 44,560   | 1–2    |
| 4                 | 23/9/1984  | at New York Giants     | S 17–14     | 1:00 | Giants Stadium               | CBS | 72,650   | 1–3    |
| 5                 | 30/9/1984  | Green Bay Packers      | V 30–27 DTS | 4:00 | Tampa Stadium                | CBS | 44,487   | 2–3    |
| 6                 | 7/10/1984  | Minnesota Vikings      | V 35–31     | 1:00 | Tampa Stadium                | CBS | 47,405   | 3–3    |
| 7                 | 14/10/1984 | at Detroit Lions       | S 13–7 DTS  | 1:00 | Pontiac Silverdome           | CBS | 44,308   | 3–4    |
| 8                 | 21/10/1984 | Chicago Bears          | S 44–9      | 1:00 | Tampa Stadium                | CBS | 60,003   | 3–5    |
| 9                 | 28/10/1984 | at Kansas City Chiefs  | S 24–20     | 1:00 | Arrowhead Stadium            | CBS | 41,710   | 3–6    |
| 10                | 4/11/1984  | at Minnesota Vikings   | S 27–24     | 1:00 | Hubert H. Humphrey Metrodome | CBS | 54,949   | 3–7    |
| 11                | 11/11/1984 | New York Giants        | V 20–17     | 4:00 | Tampa Stadium                | CBS | 46,534   | 4–7    |
| 12                | 18/11/1984 | at San Francisco 49ers | S 24–17     | 4:00 | Candlestick Park             | CBS | 57,704   | 4–8    |
| 13                | 25/11/1984 | Los Angeles Rams       | S 34–33     | 1:00 | Tampa Stadium                | CBS | 42,242   | 4–9    |
| 14                | 2/12/1984  | at Green Bay Packers   | S 27–14     | 1:00 | Lambeau Field                | CBS | 46,800   | 4–10   |
| 15                | 9/12/1984  | Atlanta Falcons        | V 23–6      | 1:00 | Tampa Stadium                | CBS | 33,808   | 5–10   |
| 16                | 16/12/1984 | New York Jets          | V 41–21     | 1:00 | Tampa Stadium                | NBC | 43,817   | 6–10   |